# Estatua de Kurlil

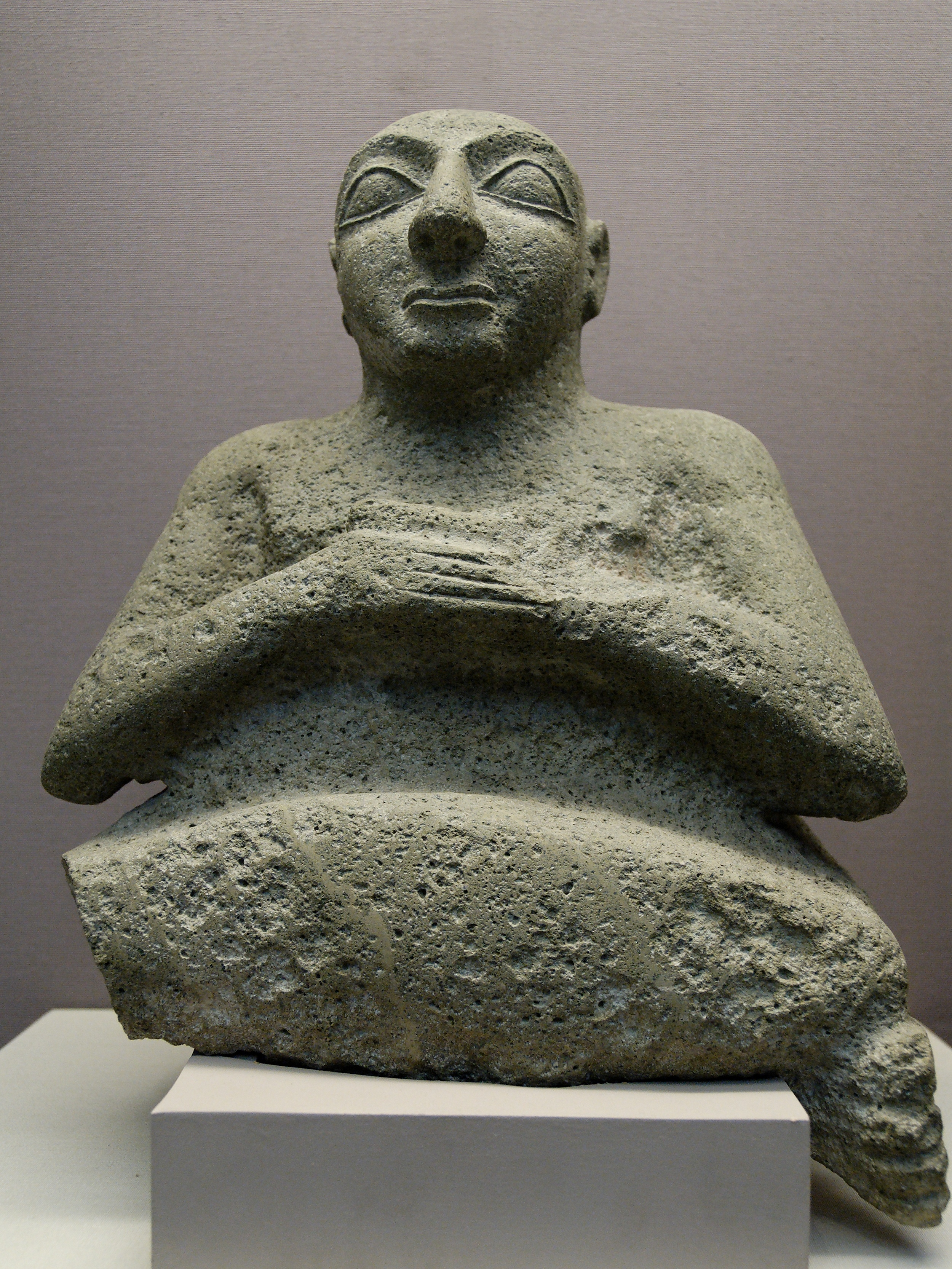
Estatua de Kurlil, gobernante funcionario de la antigua ciudad de Uruk.

Esquema con la situación de la ciudad sumeria de Uruk

La Estatua de Kurlil data del año 2500 a. C., y fue elaborada en el Período Dinástico Arcaico de Mesopotamia, en época de la civilización sumeria, considerada la primera y más antigua civilización de la historia, que se extendió por el sur de Mesopotamia, en la zona de los ríos Tigris y Éufrates. 

## Hallazgo
La pieza fue hallada en el año 1919, en unas excavaciones lideradas por el arqueólogo británico H. R. H. Hall, en las ruinas el templo dedicado a la diosa sumeria Ninhursag, erigido en la zona de Tell Al-Ubaid, al norte de Ur, antigua ciudad del sur de Mesopotamia que estaba localizada cerca de Eridu y de la desembocadura del río Éufrates en el Golfo Pérsico, hoy en día, sus ruinas se encuentran a 24 km al suroeste de Nasiriya, en el actual Irak.

## Características
- Altura: 37,5 centímetros.
- Material: piedra caliza.
- En la estatua aparecen dos inscripciones cuneiformes, donde aparece el nombre del funcionario de Uruk, Kurlil, una de ellas sobre el hombro derecho de la figura.

## Simbología
La estatua representa a Kurlill, un oficial de la ciudad sumeria de Uruk, que el mismo ofrendó a la Ninhursag, Señora de las Colinas Sagradas, también llamada Damkina, era la personificación de la Tierra y diosa madre que generalmente aparecía como la hermana de Enlil, pero en algunas tradiciones tardías ella era su consorte. Posiblemente nació de la unión de An y de Nammu, o también a veces figura como hija de Kishar. En los primeros días ella fue separada del cielo (An), y sacada fuera por Enlil. Con el nombre de Antu, aparece como progenitora de la mayoría de los dioses, de los Anunaki, los Igigi y los Utukku; con la asistencia de Enki produce la vida animal y vegetal.

## Conservación
La pieza se halla expuesta en el Museo Británico en Londres desde 1919 con el número de inventario ME 114207.